# Samsung Galaxy Note 10
Das Samsung Galaxy Note 10 (Eigenschreibweise: Samsung Galaxy Note10, Schriftzug: Galaxy Note10, Codename: Da Vinci) ist ein Phablet, das von Samsung Electronics entworfen und am 7. August 2019 als Nachfolger des Samsung Galaxy Note 9 vorgestellt wurde. Das Note 10 ist zusätzlich in einer größeren Version namens Samsung Galaxy Note 10+ (Eigenschreibweise Samsung Galaxy Note10+) erhältlich. Auch eine Lite-Version namens Samsung Galaxy Note 10 Lite ist auf dem Markt erhältlich. Sowohl das Note 10 als auch das Note 10+ sind gegen einen Aufpreis mit einem integrierten 5G-fähigen Modem erhältlich. Es kam am 23. August 2019 auf den Markt.

## Spezifikationen

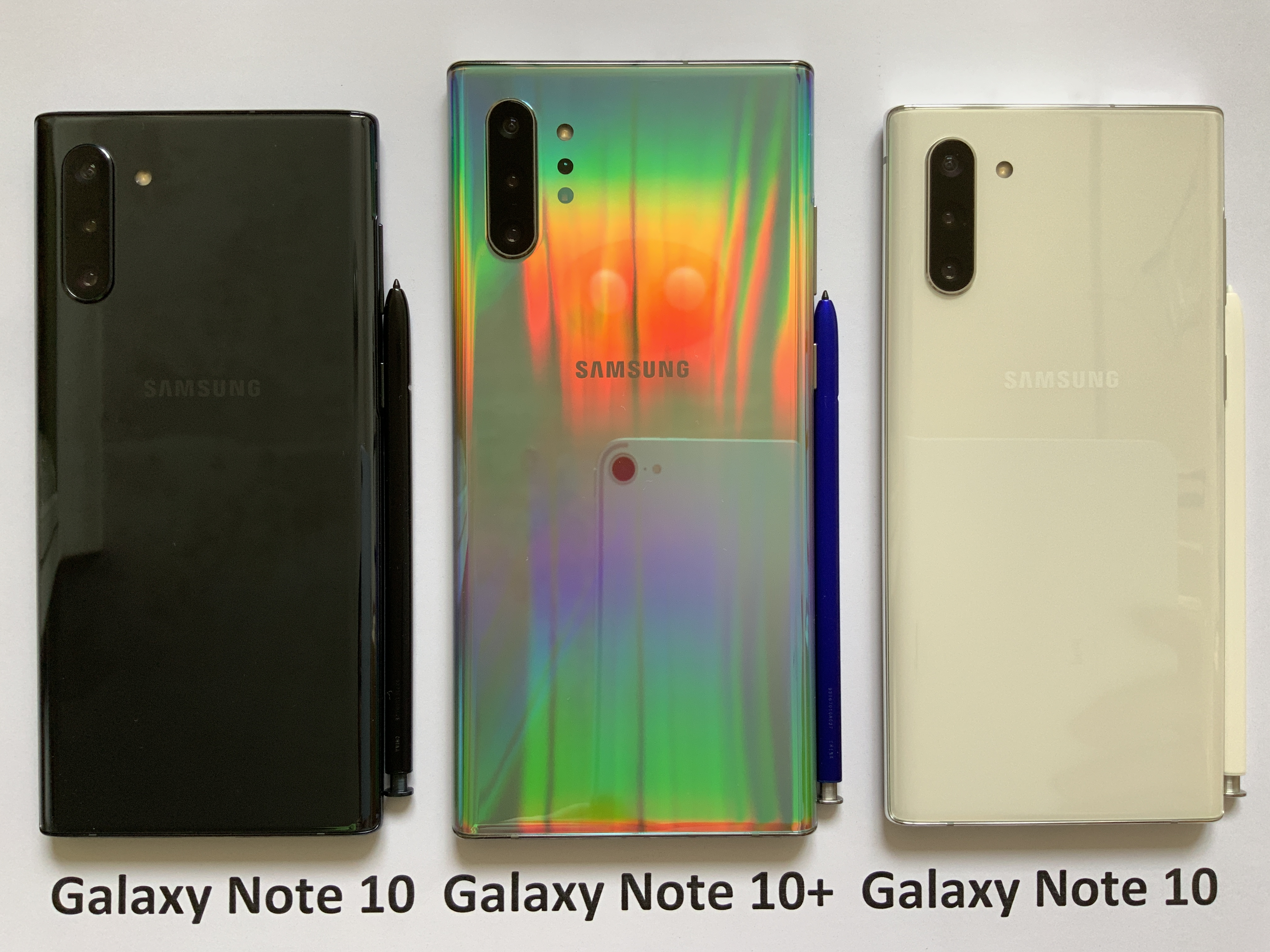
Rückseiten des Galaxy Note 10 und Note 10+

### Display
Das Samsung Galaxy Note 10 verfügt über ein 6,3 Zoll großes Full-HD+-Dynamic-AMOLED-Infinity-O-Display. Das Samsung Galaxy Note 10+ verfügt über ein 6,8 Zoll großes WQHD+-Dynamic-AMOLED-Infinity O-Display. Beide Displays verfügen über den HDR10+-Standard. Das Design der Vorderseite ähnelt dem des Samsung Galaxy S10, bis auf das Loch der Frontkamera, welches statt rechts oben nun in der Mitte oben platziert wurde.

### Software
Das Samsung Galaxy Note 10 wird standardmäßig mit Android-Version 9 ausgeliefert und bekommt ein Update auf Android 10 (One UI 2), 11 und 12.

### Prozessor und Speicher
Das Note 10 außerhalb der USA und China verfügt über einen Exynos 9825 SoC von Samsung, in den USA, Kanada, China und Japan ist ein Snapdragon 855 von Qualcomm verbaut. Es verfügt über 256 oder 512 GB Speicher des Standards UFS 3.0. Das Note 10 verfügt über 8 GB RAM, während das Note 10+ über 12 GB RAM verfügt. Beide sind vom Typ LPDDR4X. Ausschließlich das größere Modell verfügt über einen microSD-Kartensteckplatz, der mit microSD-Karten mit bis zu 512 Gigabyte Speicherkapazität kompatibel ist, wodurch der Speicher bei den 512-GB-Modellen auf bis zu 1 Terabyte erweitert werden kann.
Das Note 10 und 10+ sind im Rahmen des IP68-Standards gegen Wasser und Staub geschützt und verfügen über einen USB-C-Anschluss, der Samsung-DeX ohne Dock unterstützt. Das Gerät verfügt im Gegensatz zu den Vorgängermodellen über keine 3,5-mm-Kopfhörerbuchse. Das Note 10 verfügt über eine kabellose Schnellladefunktion nach dem Qi-Standard, mit dem ein 3.500-mAh-Akku, bzw. ein 4.300-mAh-Akku beim Note 10+, geladen werden kann.

### Kamera
Das Kamerasystem ist ein Triple-Kamera-Setup mit einem Objektiv mit drei Blenden (Ultra-Weitwinkel: 16 MP F2.2, Weitwinkel: 12 MP AF F1.5/F2.4 OIS, Tele: 12 MP F2.1 OIS) beim Note 10 und einem Quad-Kamera-Setup (Ultra-Weitwinkel: 16 MP F2.2, Weitwinkel: 12 MP AF F1.5/F2.4 OIS, Tele: 12 MP F2.1 OIS, VGA 3D-Tiefenkamera) beim Note 10+.
Beim Note 10 hat Samsung neben dem Kamera-Update vor allem die Video-Funktionen verbessert. Neu gibt es eine Live Video Bokeh Funktion, die den Hintergrund beim Filmen unscharf stellt. Zusätzlich soll mit Audio-Zoom der Klang in den Vordergrund geholt werden.

### S Pen
Der S-Pen-Eingabestift verfügt, wie beim Vorgänger Note 9, über Bluetooth-Funktionen, einschließlich der Fähigkeit, das Note 10 zu nutzen, ohne mit dem S Pen das Gerät zu berühren. So lässt sich aus der Entfernung die Kamera steuern oder Musiktitel überspringen. Auch Screenshots lassen sich mit Hilfe des S Pens anfertigen. Im DeX Modus kann der S Pen als Fernbedienung verwendet werden. Neu hinzugekommen ist ein Gyroskop.

## Akku
Der nichtwechselbare Lithium-Ionen-Akku vom Galaxy Note 10 verfügt über eine Kapazität von 3500 mAh und einer Ladeleistung von bis zu 25 Watt, während der ebenfalls nichtwechselbare Lithium-Ionen-Akku vom Galaxy Note 10+ über 4300 mAh verfügt und mit bis zu 45 Watt geladen werden kann.